# Sorriso
Sorriso est une municipalité brésilienne située dans l'État du Mato Grosso.

## Sport
La ville dispose de son propre stade, le Stade Egídio José Preima, qui accueille la principale équipe de football de la ville, le Sorriso EC.